# قطعنامه ۱۷۳۲ شورای امنیت
قطعنامه  ۱۷۳۲ شورای امنیت سازمان ملل متحد که در تاریخ ۲۱ دسامبر ۲۰۰۶ تصویب شد، سندی بین‌المللی دربارهٔ مسائل عمومی مربوط به تحریم است. این قطعنامه طی نشست ۵۶۰۵ام با ۱۵ رای موافق، ۰ مخالف و ۰ ممتنع تصویب شد.